# Juraj II. Drašković
Juraj II. Drašković (Drascouitius, Draskovich, Drascovith, Draskovits, Draskowitsch, Draskowych, Quinqueecclesiensis, Zagrebiensis, de Trakoscan, von Trakošćan; Đuro, Gjuro, Georgius; Bilina kraj Knina, 5. veljače 1525. – Beč, 31. siječnja 1587.), bio je hrvatski katolički teolog, državnik i kardinal iz velikaške obitelji Drašković. Od 1567. do 1576. godine obnašao je dužnost hrvatskog bana.

## Životopis

### Rane i studentske godine
Rođen je 5. veljače 1525. godine u mjestu Bilina kraj Knina. Prvo je dijete Bartola i Ane, sestre ugarskog državnika (i kasnijeg kardinala) Jurja Utješinovića (u nekim izvorima: Utišenić, Utješenović-Martinušević, Martinuzzi i dr.). Rođen je na obiteljskom posjedu Bilina zapadno od Knina i s roditeljima se preselio na posjed kraj Karlovca, jer im je zaprijetila izravna turska opasnost. Otac mu je umro rano. Kao dječak proveo je vrijeme s djecom bana Petra Keglevića i tu primio prvu izobrazbu. Posebnu brigu o njemu vodio je ujak, tada velikovaradinski biskup koji ga uzima k sebi, a zatim šalje na studij u Krakov, gdje je boravio od 1547. godine. Studij su mu omogućile dobre veze Utješinovića, nekadašnjeg pavlinskog priora u Częstochowi. Godine 1547. je na Bečkom sveučilištu.
U matrikulama za Jurja stoji "Croata, baccalarius cracoviensis". Nakon dvije godine studija stekao je naslov "magister artium" te neko vrijeme predaje astronomiju.
Za boravka u Krakovu i Beču upoznao je glavna duhovna kretanja toga vremena, humanizam i protestantizam, ali je strogo katolički duh tih sveučilišta bio odlučan za njegovu životnu usmjerenost. Iako nije studirao teologiju, dobro je poznavao Bibliju i patristiku, što ga je vjerojatno usmjerilo prema svećeničkom zvanju.
Godine 1550. Juraj Drašković je u Padovi, gdje je studirao pravo. Tada započinje njegov znanstveni rad opovrgavanja Calvinova nauka o euharistiji confutatio eorum quae dicta sunt a J. Calvin. To popularno naslovljeno djelce posjećuje svom ujaku Utješinoviću. Žestina i nepomirljivost s novim naucima osnovna su obilježja te rasprave.
Godine 1551. izabran je za studenta prorektora (consiliarius nationis Hungaricae) između studenata naših krajeva.
Za studija u Padovi imenovan je prepoštom u Orodinu (Orod, stari Arad, Glogovat u Rumunjskoj). Prihodi od tog naslova bili su mu materijalni izvori za studij, kad je pogibijom kardinala Utješinovića (17. prosinca 1551. godine) izgubio glavnu potporu za uzdržavanje.

### Imenovanja za biskupa i bana
Nakon studija u Padovi Drašković je imenovan 1553. godine prepuštom u Jasovu (danas Slovačka) i tajnikom Ferdinanda I. Imenovanje je zacijelo bilo carevo iskupljenje za smaknuće Utješinovića. Tada uglavnom boravi u Beču u službi cara i kralja Ferdinanda I. Na pojedinim kraljevskim dokumentima toga vremena nalazi se i njegov potpis. Godine 1555. bio je u pratnji cara i kralja Ferdinanda I. na državnom saboru u Augsburgu. Sudjelovanje u tom saboru odlučujuće je utjecalo na njegovo zanimanje oko pomirenja protestanata i katolika na crkvenom saboru u Tridentu (danas Trento). Iste godine je primio prepoziciju u Požunu (danas Bratislava). Na sinodi u Trnavi 1557. godine bio je prisiljen odreći se jedne od prepozitura. Zadržao je onu u Požunu, gdje je i danas stoji natpis u spomen na njega. Kada je zaređen za svećenika, nije poznato. Biskupom u Pečuhu imenovao ga je car i kralj Ferdinand I. 22. travnja 1557. godine, a potvrdio papa Pio IV. na Konzitoriju 17. srpnja 1560. godine. Velik dio Pečuške biskupije je već bio pod Turcima; ostao je mali broj svećenika, tako da nije ni ušao u Pečuh nego se 1558. godine obratio pastirskim pismom vjernicima svoje biskupije. U pismu nazvanom Epistola parenetica Drašković, biskup osobito opominje vjernike na opasnost od hereze. Godine 1559. održao je u Augsburgu, prigodom pogrebnih svečanosti u povodu smrti Karla V. (1558.) i carice Marije, govor Oratio Funebris de defuncta Regina Maria, podsjećajući na teške prilike u Panoniji.
Kada je Pio IV. 1560. godine sazvao treće zasjedanje Tridentskog sabora, Drašković je bio jedan od onih koji su najviše pridonijeli da se car i kralj Ferdinand I. odazove i pošalje izaslanstvo na taj crkveni skup, na kojem se odlučivalo o vjerskoj i političkoj sudbini Europe. U teškim pregovorima s papinskim nuncijem i potonjim kardinalom Stanislausom Hosiusom, Drašković je zahtijevao reformski sabor i polagao velike nade u vjersko jedinstvo Crkve i Europe te jedinstvo u suprotstavljanju turskoj najezdi. Obuzet jedinstvom Crkve, preveo je na mađarski djelo Vizenca iz Lerina, De christiane regionis veritate contra novatores tractatus (Beč 1561.) s latinskim predgovorom, u kojem kaže da suvremenicima želi dati primjer kako se u staroj Crkvi borilo protiv hereze.
Od 18. siječnja 1562. do 14. prosinca 1563. godine boravio je kao "orator pro regno Hungariae" na trećem zasjedanju Tridentskog sabora. Njegov doprinos radu Sabora svrstava ga među najzaslužnije sudionike. Zauzimao se za cjelovitu reformu Crkve, pomirljivost i ekumenizam, slobodu izražavanja te blagost prema onima koji drugačije misle. U svojim čuvenim govorima na Saboru, posebno u vezi s pričesti pod objema prilikama te bezbrojnim interventima, pokazao je nepopustljivost kada je u pitanju katolički nauk. Znao je i od cara obraniti svoju biskupijsku samostalnost. Saborski dokumenti i bogato dopisivanje svjedoče o diplomatskoj vještini i nepopustljivosti, ali i katoličkom pravovjerju biskupa Draškovića. Zajedno s biskupima iz Ugarske i Hrvatske osobito mu je bilo stalo do poboljšanja prilika u nas.
U studenome 1563. godine, još u Tridentu, Juraj Drašković preuzima stolicu Zagrebačke biskupije, prepustivši svom studentskom kolegi i humanistu Andriji Dudiću Pečušku biskupiju. Jedini je od sudionika dva puta potpisao saborske dekrete, u svoje osobno ime, i u ime odsutnog Dudića, dodajući uz potpis nacionalnost Croatus. Draškovićeve zasluge za održavanje katolicizma u tadašnjim habsburškim zemljama očitovale su se osobito snažno nakon završetka Sabora, potporom isusovcima u početnom radu, dovođenjem franjevaca u Innsbruck, promicanjem domaće riječi i održavanjem sinoda. Na zagrebačkoj biskupskoj stolici djelovao je od 1563. do 1578. godine. Zaključke Tridentskog sabora svim je silama nastojao provesti u praksu. Sazvao je tri biskupijske sinode (1566., 1570., 1574.), na kojima je uvedeno više novina u Zagrebačkoj biskupiji. Otvorio je sjemenište, a osobito je nastojao suzbiti protestantske utjecaje. O njegovom ugledu u cijeloj crkvi svjedoči vrlo pohvalno pismo pape Pija V. iz 1569. godine.
Od 1567. do 1576. godine Juraj Drašković obavljao je službu hrvatskog bana, najprije zajedno s Franjom Frankopanom Slunjskim (1567. – 1572.), nakon njegove smrti sâm (1572. – 1574.), a zatim skupa s Gašparom Alapićem. Godine 1578. nakon više molbi kralju oslobođen je te odgovorne službe, za koje je imao teških trenutaka uzrokovanih osmanskim navalama, glađu i posebice seljačkom bunom 1573. godine. Svi se povjesničari slažu da je Drašković za svog banovanja, u tim za Hrvatsku teškim vremenima, uložio sve snage za obranu protiv Osmanlija. Na saborima koje je sazivao 1573. i 1574. godine najviše se brine za utvrđivanje Krajine. Nastojao je izmiriti zavađeno plemstvo, borio se protiv namjere bečkog dvora da u Hrvatsku uvede njemačku upravu, a zemljom je upravljao umjereno i pošteno. Bio je mudar političar, koji je "u pravo vrijeme na pravom mjestu" znao odbiti nasrtljive velikaše iz susjednih zemalja u njihovu uplitanju u unutrašnja pitanja Hrvatske (izvor: Kukuljević, Nada Klaić i dr.).

### Seljačka buna i Drašković
Historiografija različito ocjenjuje Draškovićev odnos prema seljačkoj buni. Za vrijeme banovanja Draškovića 1573. godine podignuta je seljačka buna u Hrvatskom zagorju. Neki povjesničari će i različito ocjenjivati ulogu Draškovića kao bana.
J. Ratkaj prvi je od povjesničara u svojoj Memoriji (1652.) iznio tvrdnju da su ustaničke vođe pogubljene u Zagrebu, što prihvaća i Ferdo Šišić. Je li se protiv Matije Gupca, Ivana Pasanca i drugih zarobljenih ustanika vodila parnica ili nije, ne zna se, jer nema spisa, postoje samo izvori koji tvrde da su seljačke vođe „strašnim načinom pogubljeni”. U pismu od 19. studenoga 1574. godine kralj zahtijeva od bana Draškovića da mu javi jesu li Ilija Gregorić i Mihajlo Gušetić kažnjeni i što se dogodilo s njihovim saveznicima u Zagrebu. Po tome se dade zaključiti da je Drašković možda oklijevao izvršiti osudu ili čak nastojao spasiti zarobljene ustanike (po Vjekoslavu Klaiću). Drugi povjesničari dokazuju da nigdje u izvorima nema ni jedna jedina podatka iz kojeg bi se moglo pouzdano utvrditi da je Banski sud osudio na smrt bilo kojeg pobunjeničkog vođu ili Matiju Gupca. U trima izvorima u kojima se spominje Gupčeva krunidba, govori se o njoj kao o mogućem, ali ne i izvršenu činu. Draškovićeva pisma caru i kralju, nadvojvodi Karlu i Kranjskim staležima mogla bi svjedočiti da nije dao ubiti Matiju Gupca te da je, ne poduzimajući ništa, štitio zarobljenike. Ban Drašković nije ispitivao Gregorića niti je nad njima izvršena ikakva kazna, a cara i kralja Maksimilijana II. molio je za pobunjenike „neka se udostoji učiniti im tu milost i pokloniti im život” (po Nadi Klaić).  Baš tada nazvan je, zbog svoje brige za obranu domovine i osiromašena pučanstva, „pater patriae et pauperum” (ocem domovine i siromašnih).

## Počasti i spomen
Njemu je u čast zagrebački kanonik Đuro Wuerffel 1572. godine spjevao Carmen sapphicum. Drašković je potaknuo Antuna Vramca na pisanje i objavljivanje Kronike te sam snosio troškove tiskanja i objavljivanja Kronike 1574. godine. Kaločkim biskupom je imenovan 1574. godine, a zadržao je i upravu nad Zagrebačkom biskupijom.
Odlaskom s banske stolice ostavlja Zagrebačku biskupiju i 1578. godine prelazi u Győr, gdje imenovan biskupom i kraljevskim kancelarom. Tamo je 1579. godine sazvao biskupsku sinodu. Car i kralj Rudolf II. imenovao ga je 1584. godine kraljevskim namjesnikom za Ugarsku, titulom ranga ugarskog palatina. U nizu zaslužnih priznanja stiglo je i imenovanje za kardinala s naslovom "S. Stephani de Monte Coelio" na prvom konzistoriju pape Siksta V. 1585. godine. Još za Tridentskog sabora bila mu je ponuđena kardinalska titula za usluge u pregovorima Beča i Rima, što je odbio. Putujući u Rim da bi zahvalio na imenovanju iznenada umire 31. siječnja 1587. godine. Pokopan je u katedralnoj crkvi u Győru. Njegov nasljednik u gyorskoj stolici Juraj IV. Drašković obnovio mu je 1637. godine nadgrobnu ploču. Oporučno je ostavio 10 000 dukata Bolonjskom kolegiju od kojih je izgrađena nova zgrada kolegija 1700. godine.
Draškovićev život i djelo nisu do sada cjelovito istraženi ni vrednovani. Jedan je od najvećih zagrebačkih biskupa (po Josipu Buturcu, Vjekoslavu Klaiću), njegova korespodencija s najvećim humanistima i političarima XVI. stoljeća (Antun Vrančić, Otto Truchses de Waldurg, kardinal Charles de Guise, kraljevi Ferdinand I., Rudolf II., Maksimilijan II.), nedovoljno je istražena, a čuva se u arhivima diljem Europe.
Draškovićeva djela čuvaju se u Hrvatskome državnom arhivu u Zagrebu i još nekim ustanovama koje čuvaju njegovu ostavštinu.

## Vanjske poveznice
- Svi hrvatski kardinali, IKA, 24. listopada 2003., IKA P - 63684/10
- Tekst o Jurju II. Draškoviću u Enciklopediji Leksikografskog zavoda "Miroslav Krleža"

| Prethodnik:      | Hrvatski ban (1567. – 1576.) | Nasljednik:   |
| Petar II. Erdődy | Hrvatski ban (1567. – 1576.) | Gašpar Alapić |